# Asedio de Nishapur
El asedio de Nishapur fue un enfrentamiento militar librado en la ciudad homónima entre 1220 y 1221 en el contexto de la invasión del Imperio jorezmita por el naciente Imperio mongol. La batalla finalizó con la destrucción de la ciudad por parte de los mongoles y la masacre de la mayoría de sus habitantes. 
Todas las fuentes históricas sobrevivientes provienen de cronistas árabes y persas, por lo que no se conserva ningún testimonio de la perspectiva de los mongoles.  

## Antecedentes

### Nishapur
Nishapur se encontraba en una llanura rodeada de montañas y contaba con canales superficiales y subterráneos (qanat) que suministraban de agua a la urbe y las granjas cercanas. Contaba con una ciudadela (kuhandiz o qohandez), una ciudad intramuros (shahristán o šahrestān) y sus arrabales extramuros (rabad o rabaz) además de una mezquita aljama, un palacio de gobierno y mercados. La ciudadela estaba sobre una plataforma artificial, obra de los samánidas, dinastía que hizo lo mismo en Bujará y Samarcanda.

### Campaña
Según la crónica del persa Ata-Malik Juvayni, durante el asedio de Samarcanda, el jagán Gengis Jan envió a sus generales (noyan) Yebe y Subotai a perseguir al sah Mohamed II de Jorasmia, quien huía al oeste. Dejando que el grueso de su ejército asediara Gurganj, Gengis Jan nombró a su hijo Tolui como comandante de una expedición al Gran Jorasán y su yerno Toquchar quedó a cargo de la vanguardia. En cambio, la Historia secreta de los mongoles afirmaba que Toquchar actuó como retaguardia de Subotai y aquel como retaguardia de Yebe, mientras que el cronista persa Rashid-al-Din Hamadani mencionaba que los tres generales fueron enviados a perseguir al sah. Acorde a los escritos de Shihab al-Din Muhammad al-Nasawi, mientras Yebe y Subotai perseguían a Mohamed II, los generales Toquchar y Börkei (Berke) cruzaron el río Amu Daria (Oxus); la expedición de Tolui a Jorasán habrían comenzado después.
Según la interpretación del erudito sueco Carl Fredrick Sverdrup, probablemente Yebe, Subotai y Toquchar fueron enviados a perseguir a Mohamed II, pero tras cruzar el Amu Daria el tercero se quedó en Balj. Lo seguro es que en abril de 1220, el sah pasó por Nishapur y luego siguió su fuga al oeste. Esta decisión dejó a los ejércitos islámicos sin líder y desorganizados. Entonces, al mes siguiente Yebe y Subotai llegaron a la ciudad demandando provisiones, las que fueron entregadas rápidamente y continuaron hacia Tus. En junio dejaron Nishapur, pero en los meses siguientes falsos rumores de derrotas mongolas llevaron a sus habitantes a rebelarse. El jagán envió a Toquchar a pacificar Jorasán, quien atacó posiciones enemigas cerca de Herat; este ataque pudo ser interpretado como una ruptura de lo pactado entre los habitantes de Nishapur con Yebe y Subotai, aunque Toquchar no los atacó directamente.

## Asedio

### Muerte de Toquchar
Toquchar y Börkei cruzaron el Amu Daria con 10 000 soldados y asediaron Nisa usando 20 catapultas para debilitar los muros y enviaron a prisioneros (hasha) para ir que extrajeran material de las paredes o los hacían empujar arietes, si no volvían con material los decapitaban, así lograron abrir una brecha y durante la noche asaltaron la ciudad; fueron asesinadas 70 000 personas según el cronista. Luego se dispersaron por Jorasán, enviando destacamentos de 1000 soldados a saquear las aldeas en su camino. Finalmente, se acercaron a la fortaleza de Jurandiz, donde habían huido muchos refugiados que abandonaron sus posesiones. Los mongoles instalaron sus catapultas para destrozar las defensas y asaltar el lugar.
Según Juvayni, Toquchar se aproximó a Nishapur con 10 000 soldados en noviembre. El erudito afgano Ali Ahmad Jalali afirmaba que Toquchar contaba con dos tumenes, 5000 a 6000 mongoles. Durante tres días, los defensores realizaron frecuentes salidas y rechazaron ferozmente los asaltos mongoles, especialmente en la torre de Qara Qush. Fue entonces cuando una flecha dio muerte a Toquchar, lo que llevó a su segundo al mando, Börkei, a retirarse a Sabzevar, ciudad que tomó tras tres días de asedio, matando a 70 000 personas. Luego le hizo lo mismo a los habitantes de Nuqan y Qar, mientras que los de Nishapur, en abierta rebelión, atacaban a cualquier destacamento mongol que se aproximaba. En cambio, Nasawi afirmaba que después de destruir más de 20 ciudades, Toquchar decidió atacar Nishapur pero las tribus de Jorasán se habían reunido en la urbe y cuando los mongoles se aproximaron, los defensores hicieron una salida. En la batalla Toquchar murió de un flechazo. Tras esto sus fuerzas se dividieron en dos: una parte continuó el asedio, la otra procedió a destruir deliberadamente las regiones circundantes. Los habitantes empezaron a pasar hambre y desmoralizarse.
Acorde a Nasawi, dándose cuenta de que no podían solos con Nishapur, los mongoles pidieron refuerzos al jagán, que envió a los generales Shikhikhutag, Ked Buka y Tolan Cherbi con 50 000 jinetes. Según Juzjani, Gengis Jan y Tolui contaban con 45 000 jinetes reunidos antes de avanzar sobre Jorasán y Gaur. Hamadani afirmaba que una décima parte del ejército mongol acompañó a Tolui en esta expedición que comenzó en otoño. Según Sayf ibn Muḥammad ibn Yaqub al-Harawî (o al-Herawi), el jagán pusó a Tolui al mando de 80 000 jinetes.

### Venganza de Tolui
Después de destruir Merv, Tolui llegó ante Nishapur con el grueso de sus fuerzas de forma sorpresiva y de inmediato envió hombres a Tus para reunir a los mongoles dispersos en el área. Luego, trajo mangoneles a la zona de Shadiyaj, aprovechando que habían muchas rocas para usarlas como proyectiles. Los locales se dieron cuenta del peligro y al cadí Mawlānā Rukn al-Dīn ʿAlī ibn Ibrahīm al-Marghīsī a negociar, ofreciendo la sumisión de la ciudad y pagar tributos, pero Tolui se negó y no le dejó regresar. Según Juvayni, los habitantes tenían 3000 ballestas, 300 mangoneles y balistas y muchos misiles y nafta. El gobernador local, Sharaf al-Dīn Amīr Majlis, dirigió la defensa. Tenían una guarnición importante, no lo suficientemente fuerte, pero instalaron en cada una de las cuatro puertas (abwab) de la ciudad 12 000 arqueros. Según Herawi, cuando llegaron los mensajeros mongoles exigiendo su rendición, el gobernador declaró tener 100 000 hombres para defender la ciudad, logrando atemorizarlos.
Por su parte, Herawi mencionaba el arsenal de Tolui: 3000 ballestas de asedio (charkh-andāz), 100 trabuquetes (manjanīq) u onagros (wa ʿarrāda), 1000 andamios para proteger a los zapadores (kharak), 4000 escaleras (nardubān), 1700 lanzadores de nafta (nafṭ-andāz) y 2500 kharwār de piedra para usar en sus proyectiles. Este arsenal, según el historiador Shivan Mahendrarajah, es una muestra de la diferencia entre la expedición de Subotai y Yebe, ligera y con poco tren de asedio, y la fuerza de Tolui, preparada para tomar ciudades. Jalali estimaba en 4 tumenes al ejército de Tolui, aproximadamente 10 000 a 15 000 soldados. Los mongoles acamparon en el pueblo de Nushjan, al este de la ciudad, donde había abundante madera y agua. Allí permanecieron hasta que llegaron sus armas de asedio (torres móviles, catapultas y arietes), luego instalaron 200 catapultas alrededor de la ciudad y empezaron a disparar contra las murallas. También distribuyeron 10 000 jinetes en cada uno de los lados de la urbe. Los muros tenían una circunferencia de 6 kilómetros.
Al amanecer del miércoles 7 de abril de 1221, aunque la fecha es cuestionada, comenzó una feroz lucha que duró hasta que los defensores se preocuparon de realizar las oraciones del viernes. Cuando acabaron, se dieron cuenta de que los mongoles había logrado rellenar con tierra el foso alrededor de las murallas. Entonces vino el asalto mongol que se concentró en la torre de Qara Qush, la Puerta de los Conductores de Camellos y el muro de Jursán Kushk hasta el anochecer. Al amanecer del sábado, los mongoles habían tomado las murallas y fuertes y 10 000 infantes entraron gritando en la ciudad por las setenta brechas (sūrākh) que habían abierto en las murallas; probablemente por las almenas, la sección más débil de las paredes, y debieron usar las 4000 escaleras. La lucha en las murallas fue intensa, el gobernador dispuso a 1000 veteranos en cada puerta y se produjeron numerosas bajas para ambos bandos.
Los asaltaron avanzaron hacia el centro de la urbe mientras los defensores lucharon ferozmente en las calles, el bazar y los cuatro barrios. En esos momentos, el gobernador cayó y sus hombres se desanimaron, lo que fue aprovechado por los mongoles para contraatacar por dos lados y conquistar Nishapur. Entonces Tolui llegó a la ciudad y mandó buscar al cabecilla local Mujir al Mulk, a quien lo encontraron en un túnel y lo arrastraron hasta el jan. Después de la victoria, para vengar a su cuñado, Tolui hizo sacar de la ciudad a todo hombre, mujer o niño y a la vista de una hija del jagán, posiblemente Tümelün, quien llegó con una escolta de 10 000 jinetes. Es posible que sea un invento y la princesa mongola no estuviera presente.
Separaron a 400 artesanos para enviarlos a Turkestán y luego masacraron al resto según Juvayni, haciendo montañas con las cabezas cortadas. Hamadani también escribió que ejecutaron a todos los habitantes en venganza por la muerte de Toquchar. En cambio, Athir afirmaba que sacaron a los hombres a campo abierto para matarlos y las mujeres fueron esclavizadas y torturaron a los que sospechaban que eran ricos para que entregaran sus tesoros. El saqueo se prolongó por cinco días en que los mongoles se dedicaron a buscar dinero. Otras fuentes hablan de siete días y siete noches en que con arcos mataron a todos adentro, hasta los perros, y luego derrumbaron las murallas, torres, palacios y casas para nivelar el terreno y plantar cebada. Moscas, buitres y lobos descendieron sobre los cuerpos para darse un festín. Posteriormente también destruyeron Tus, donde arrasaron con el mausoleo de Harún al-Rashid, cuya belleza solo era comparable a la tumba de Ahmad Sanjar, la que también fue incendiada por los conquistadores.
Después, según Nasawi, los mongoles mandaron a los prisioneros nivelar el terreno con palas, de modo que fuera una planicie donde no sobresaliera ninguna roca. Así, las entradas de subterráneos y cuevas donde se ocultaron muchos habitantes quedaron tapadas y murieron enterrados vivos. Una fuente, Yaqub al-Harawî, afirmaba que fueron asesinadas 1 747 000 personas en la ciudad, «contaron un millón setecientos cuarenta y siete mil sin vergüenza y con hijos», cifra sin duda exagerada.

## Consecuencias
La invasión mongola supuso el estancamiento de una ciudad que fue un centro de ciencia, conocimiento e innovación durante la Edad de Oro del islam, lo que llevaría inestabilidad a Persia y Mesopotamia: «se convirtió en ríos de sangre, y se construyeron pirámides con cabezas de hombres, mujeres y niños, y no mostraron piedad ni siquiera con los perros y gatos de la ciudad».
Tolui siguió para Herat, dejando 400 tayikos con órdenes de matar a todo sobreviviente oculto en Nishapur. Sin embargo, otra versión afirma que después de marcharse Tolui se enteró de que habían sobrevivientes en las ruinas, así que envió 2000 jinetes que llegaron sorpresivamente y masacraron a 10 000 personas que habían lograron esconderse en agujeros durante la primera matanza; la masacre duró trece días y noches. La expedición de Tolui también se apoderó de las grandes ciudades de Abiward, Nisa, Yazir, Tus, Jajrom, Juwayn, Jaf, Sangan, Sarajs y Zurabad. La campaña había durado dos o tres meses. A finales de la primavera su padre lo llamó para que le ayudara en el difícil asedio de Taloqan.

### Primaria
Los libros son citados en números romanos y capítulos y párrafos en números arábigos. Entre paréntesis se usaron los apellidos de los editores o traductores de las ediciones usadas para indicar las páginas. 
- Ali ibn al-Athir. La historia completa. En Richards, D. S. (2016). The Chronicle of Ibn al-Athir for the Crusading Period from al-Kamil fi'I-Ta'rikh. The Years 589-629/1193-1231: The Ayyubids after Saladin and the Mongol Menace (en inglés) III. Londres: Routledge.
- Ata-Malik Juvayni. Historia del conquistador del mundo. En Boyle, John Andrew (1958). The History of the World-Conqueror (en inglés) I. Cambridge: Harvard University Press.
- Historia secreta de los mongoles. En Onon, Urgunge (2005).  Urgunge Onon, ed. Secret History of the Mongols (en inglés). Nueva York: Taylor & Francis. ISBN 0-203-98876-0.
- Minhaj-i Siraj Juzjani. Una historia general de las dinastías mahometanas de Asia. En Raverty, H. G. (1970). Tabakat-I-Nasiri (en inglés) II. Nueva Delhi: Oriental Books Reprint Corporation.
- Rashid-al-Din Hamadani. Compendium de Crónicas. En Arends, Alfred Kárlovich (1946). Сборник летописей (Книга 2) I. Moscú: Institut vostokovedenii︠a︡ (Akademii︠a︡ nauk SSSR).
- Sayf ibn Muhammad ibn Yaqub al-Herawi. Historia de Herat. En Majd, Ghulamreza Tabataba’i (2004). تاريخنامۀ هرات [Tārīkhnāmeh ye Herāt] (en persa). Teherán: Ketabkhana Melli (la numeración de las páginas usa las cifras arábigas orientales). ISBN 9789643312213. Véase también Al-Ṣiddīqī, Muḥammad Zubayr (1944). The Tarikh Nama-I-Harat of Sayf Ibn Muhammad Ibn YaʼQuʼb Al-Harawi (en persa). Calcuta: Baptist Mission Press (la numeración de las páginas usa las cifras arábigas orientales).
- Shihab al-Din Muhammad al-Nasawi. Biografía de Jalal ad-Din Mingburnu. En Bunyatov, Ziya Musáyevich (1996). Сират ас-султан Джалал ад-Дин Манкбурны (en ruso). Moscú: Восточная литература.

### Moderna
- Bartlett, W. B. (2009). The Mongols: From Genghis Khan to Tamerlane (en inglés). Londres: Amberley Publishing. ISBN 9781848680883.
- Bloom, Jonathan M.; Blair, Sheila S. (2009). Grove Encyclopedia of Islamic Art & Architecture: Mosul-Zirid (en inglés) III. Nueva York: Oxford University Press.
- Grousset, René (1999). The Empire of the Steppes: A History of Central Asia (en inglés). Londres: Rutgers. Traducción francés-inglés por Naomi Walford. ISBN 0-8135-0627-1.
- Howorth, Henry Hoyle (1876). History of the Mongols: The Mongols proper and the Kalmuks (en inglés). Londres: Longmans, Green, and Company.
- Jalali, Ali Ahmad (2021). Afghanistan: A Military History from the Ancient Empires to the Great Game (en inglés). Lawrence: University Press of Kansas. ISBN 9780700632633.
- Kennedy, Hugh (2008). «Inherited Cities». The City in the Islamic World (en inglés) I. Leiden: Brill. pp. 93-114. ISBN 9789004171688.
- Kröger, Jens (1995). Nishapur: Glass of the Early Islamic Period (en inglés). Nueva York: Metropolitan Museum of Art. ISBN 9780870997297.
- Lane, George (2018). A Short History of the Mongols (en inglés). Londres: Bloomsbury Publishing. ISBN 9781786733399.
- Mackey, Sandra (1996). The Iranians: Persia, Islam, and the soul of a nation (en inglés). Nueva York: Dutton. ISBN 0525940057.
- Mahendrarajah, Shivan (2022). A History of Herat: From Chingiz Khan to Tamerlane (en inglés). Edimburgo: Edinburgh University Press. ISBN 9781474499361.
- Sverdrup, Carl F. (2017). The Mongol Conquests: The Military Campaigns of Genghis Khan and Sübe'etei (en inglés). Amherst: Helion & Company. ISBN 978-1913336059.